# 恩斯特·海克尔
恩斯特·海因里希·菲利普·奥古斯特·海克尔（Ernst Heinrich Philipp August Haeckel，1834年2月16日—1919年8月9日，其姓又譯黑克爾），生于波茨坦，卒于耶拿，是德国生物学家、博物学家、哲学家、艺术家，同时也是医生、教授。海克尔将查尔斯·罗伯特·达尔文的進化論引入德国，并在此基础上继续完善了人类的进化论理论。
海克尔本来的职务是医生，后来任比较解剖学的教授。他是最早将心理学看作是生理学的一个分支的人之一。他引入了一些今天在生物学中非常普遍的术语如生态学、门等，他将政治学称为是“应用生物学”。他的一些理论和主张后来被纳粹理论家利用，成为其种族主义和社会达尔文主义的理由。海克尔也是优生学的先驱。
海克尔比较知名的文章主要是他的科普、嘲讽文章或者他的游记，但他的学术文章今天依然可以提供新的启发。比如他1866年的《形态学大纲》是世界上第一部达尔文的进化论的教科书，在他的1874年的《人类学》中他使用比较解剖学的方法来探讨人从动物世界的进化和人的来源。他的三卷长的《系统发生学》至今很少有人读，这是一部从1894年到1896年发表的巨著，其中海克尔描述了他对整个动物世界的进化和亲属关系的认识。

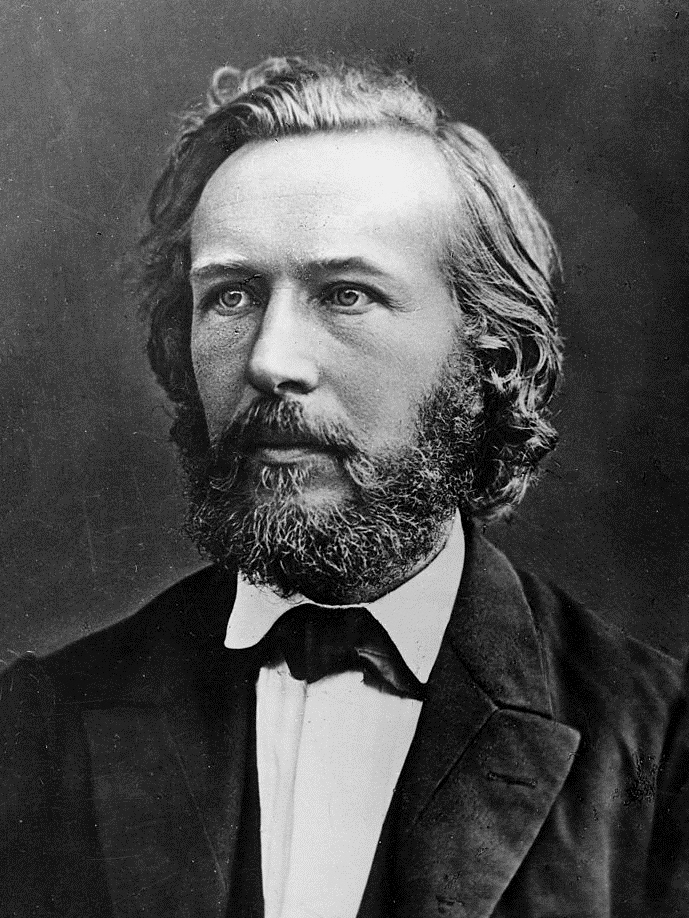
1860年 (26歲)

## 艺术和自然
海克尔认为生物学在许多方面与艺术类似。自然界中的对称，比如单细胞生物中的放射虫对他的艺术天赋有很大的启发。尤其著名的是他画的浮游生物和水母的画，这些图画生动地体现了生物世界的美。不论是在他的学术著作还是在他的科普著作中他都画有优美的插图。他的图画对20世纪初的艺术也有影响。新艺术运动就是从他的一些插图中获得启发形成的。
海克尔在耶拿的住宅和那里的一个他资助的博物馆的建筑也体现出了他的艺术天才。
海克尔非常勤劳。仅使用英国的“挑战号”的数据他描写了3500多个放射虫的种。他的这份报告共三卷，2750页，包括140个非常细腻的放射虫的图像。尤其是他的第一位夫人逝世后他往往每天工作18小时。

## 复演说

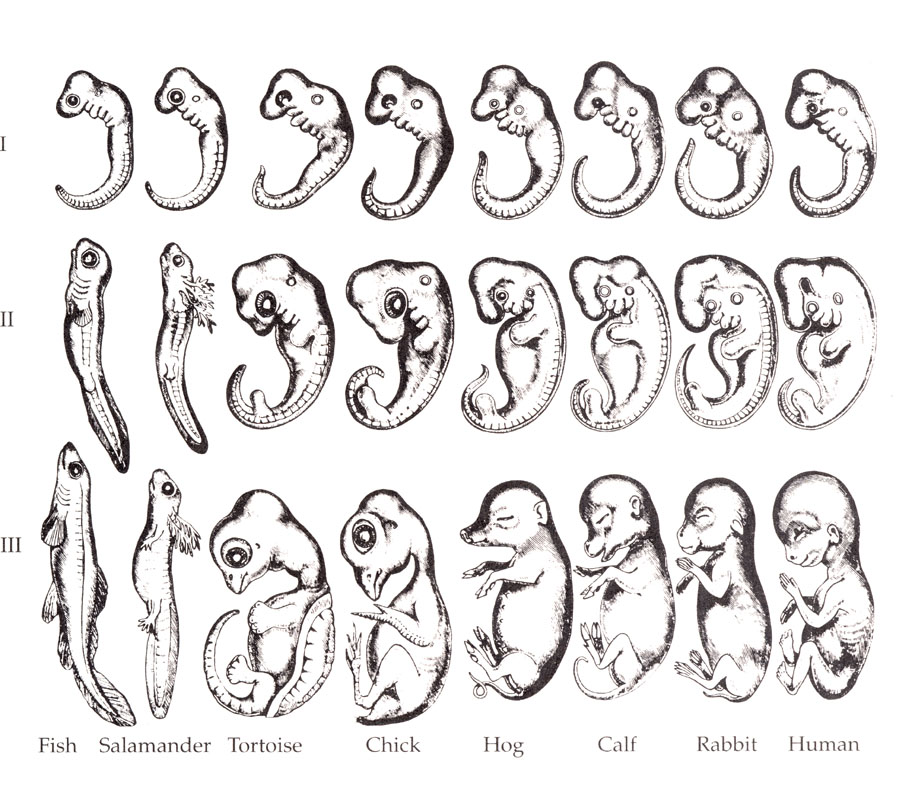
圖為海克尔自己想像所繪出的脊椎動物胚胎發育的比較，非真實狀況，他認為胚胎發育越早期越相似，但如今已被推翻，實際上同綱裡面的胚胎演化，就有很大的不同

海克尔对于个体发育和种系遗传学的平行观察促使他提出了个体发育与进化过程中的因果关系的理论。这就是所谓的复演说。今天这个理论已被推翻。

## 哲学
由于海克尔对进化论的证明不精确，而且他本人将自然科学的认识与宗教对立起来，因此他的理论成为试图驳倒进化论的创造论者的攻击对象。他也受到后来的生物学家如史蒂芬·杰·古尔德的批评。在哲学上他持一元论，认为“世界与上帝是同一的”。在他的《宇宙之谜》（Die Welträthsel）中他写道：

随着每年我们对自然的认识的发展过去的对立不断缩小，因此最基本的世界观问题的解决也越来越近了。我们可以希望在将来的20世纪越来越多这些对立统一起来，越来越多的人接受这个希求的世界观的统一的一元论。

海克尔并非严格的无神论者。他虽然反对创世论，但他出生于一个基督教家庭，他认为世界万物（包括无机的矿物）是有灵魂的。他的唯物主义是一个有灵魂的物质的物质主义。他认为上帝与万能的自然规律是同一的。他使用“细胞记忆”和“晶体灵魂”之类的词语。

## 社会达尔文主义
海克尔无疑是德国优生论的启发人。在他的《生命奇迹》中他写道：“我们的文明国家人为地养育着成千上万得了不治之症的人，比如神经病者、麻风病人、癌症病人等等，这对这些人本身和对整个社会没有任何好处。”从1905年起海克尔是“优生论社团”的成员。
在海克尔的文章中常常体现出他的德国民族沙文主义。比如在他的《永久》中他写道：“每个教育良好的德国战士……在智慧和道德价值上要比上百个英国、法国、俄国和意大利所能提供的原始的自然人要高。”在《形态学大纲》中他说：“高等人与低等人之间的差别比低等人与高级动物之间的差别要大。”
这些和其它许多海克尔的言论使他在德国思想史上起了一个非常不光彩的作用：他是纳粹主义的铺路人。尤其是海克尔利用他在学术界的权威地位来普及他的政治观点。

## 著名学者
海克尔的理论对进化论的历史非常重要。海克尔也是提出生态学这个概念的人。尤其他在解剖学上的知识给进化论提供了很多新的观点。他还描述了上百新的物种。此外他引入了使用演化树来描写生物学中的进化关系的表示方式。不过今天这样的演化树已经被认为是过时和不准确的。他提出了所有生物是从共同的祖先发展出来的设想。他推测这些祖先可能分三个组。大多数他的理论今天已经过时了。

## 批评
从现代的生物学来看，海克尔1866年推出的复演说是错误的，这个理论并非自然规律。虽然如此这个观察依然有一定的意义。它虽然不是一个自然规律，但是一个经常发生的现象。由于海克尔让他的哲学观点影响他的学术观点，因此他的一些生物的图画部分故意画错。从哲学上来说，他更加偏向拉马克的用进废退的理论。他有时故意错误地描写自然现象或者至少不精确严格地从各个方面来观察这些现象来使得他的描写更加符合他的一元论的哲学理论。
因為海克爾讓演化生物學牽扯上種族主義、法西斯和納粹，反而對演化論的推廣不利。